# BBC Four
BBC Four(비비씨 포)는 영국 방송 협회 (BBC)의 텔레비전 채널이다. 2002년 3월 2일에 개국하였다. 주로 다큐멘터리나 음악, 시사, 영화를 방송한다.